# 라우렌치우스 칸투아리엔시스
라우렌치우스 칸투아리엔시스(라틴어: Laurentius Cantuariensis, 영어: Laurence 또는 Lawrence of Canterbury: ?? -  619년 2월 2일), 또는 라우렌시오는 604년경부터 619년까지 2대 캔터베리 대주교로 재직했다. 그는 앵글로색슨족을 그들의 현지 앵글로색슨 이교로부터 기독교화하기 위해 이탈리아로부터 잉글랜드로 보내진 그레고리오 선교의 일원이지만, 그의 도착일은 논란이 있다. 그는 직무의 지속성을 보장하기 위해 전임자인 캔터베리의 아우구스티노에 의하여 그의 생전에 대주교로 축성되었다. 대주교인 동안에, 그는 현지 브리티시 주교들과 논쟁의 쟁점에 대한 서신을 주고받음으로써 이견을 해결하려고 시도했지만 성공하지 못했다. 라우렌티우스는 켄트의 애셀베르흐트 왕이 죽은 후, 왕의 후계자가 기독교를 버림으로 위기에 직면했으나 결국 그는 재개종했다. 라우렌티우스는 619년 그의 죽음 후에 성인으로 존경받았다.

## 같이 보기
- 그레고리오 선교의 일원 목록